# Woldemar Koch
Woldemar Otto Koch (* 19. Januar 1902 in Charkow; † 17. Februar 1983 in Tübingen) war ein deutscher Wirtschaftswissenschaftler ukrainischer Herkunft.

## Leben
Der aus Charkow gebürtige Woldemar Koch, der Sohn des Kaufmanns Woldemar Koch senior sowie der Anna, geborene Krischewitsch, nahm nach dem Abitur das Studium der Nationalökonomie an den Universitäten Berlin sowie Königsberg auf, das er 1926 in Königsberg mit dem Erwerb des akademischen Grades eines Dr. rer. pol. abschloss.
Nach Assistentenjahren habilitierte sich Woldemar Koch 1936 als Privatdozent der Volkswirtschaftslehre an der Universität zu Köln, 1939 wechselte er in derselben Funktion an die Friedrich-Wilhelms-Universität nach Berlin, 1943 folgte er dem Ruf auf die außerordentliche Professur an die nationalsozialistische Reichsuniversität Posen. 1950 wurde Koch zum ordentlichen Professor der Volkswirtschaftslehre an der Freien Universität Berlin bestellt, 1954 übersiedelte er nach Tübingen, dort übernahm er dieselbe Professur an der Eberhard Karls Universität. Koch, Mitglied des Wissenschaftlichen Beirats beim Bundesministerium für Wirtschaft und Technologie, wurde 1970 emeritiert. Koch trat mit Beiträgen zur Volkswirtschaftslehre sowie zur Finanzwissenschaft hervor.
Koch war in der Zeit des Nationalsozialismus ein Mitarbeiter am Arbeitswissenschaftlichen Institut AWI der DAF.
Woldemar Koch, der 1936 Johanna, geborene Walsdorff, heiratete, mit der er zwei Kinder hatte, verstarb 1983 im Alter von 81 Jahren in Tübingen.

## Publikationen
- Die bol'sevitischen Gewerkschaften: Eine herrschaftssoziologische Studie, +Mitzlaff, Rudolstadt, 1926 (Dissertation, Universität Königsberg).
- Die Staatswirtschaft des Faschismus, G. Fischer, Jena, 1935.
- Kommunismus und Individualismus: wirtschaftstheoretische Argumente, Mohr, Tübingen, 1949.
- Die Bedeutung der theoretischen Ökonomie für die allgemeine Soziologie, Antrittsvorlesung, Mohr, Tübingen, 1955.

## Notizen
1. ↑  Irene Raehlmann: Arbeitswissenschaft im Nationalsozialismus. Eine wissenschaftssoziologische Analyse. Springer, Berlin 2005, ISBN 9783531146782, S. 83
2. ↑  Karl Heinz Roth: Intelligenz und Sozialpolitik im "Dritten Reich". Eine methodisch-historische Studie am Beispiel des Arbeitswissenschaftlichen Instituts der Deutschen Arbeitsfront. Saur, München 1993, ISBN 3-11-199988-2, S. 36 u. ö.

| Personendaten    | Personendaten                                              |
| ---------------- | ---------------------------------------------------------- |
| NAME             | Koch, Woldemar                                             |
| ALTERNATIVNAMEN  | Koch, Woldemar Otto (vollständiger Name)                   |
| KURZBESCHREIBUNG | deutscher Wirtschaftswissenschaftler ukrainischer Herkunft |
| GEBURTSDATUM     | 19. Januar 1902                                            |
| GEBURTSORT       | Charkow                                                    |
| STERBEDATUM      | 17. Februar 1983                                           |
| STERBEORT        | Tübingen                                                   |